# Epirrhoe luctuata
Epirrhoe luctuata är en fjärilsart som beskrevs av Jacob Hübner 1796-1799. Epirrhoe luctuata ingår i släktet Epirrhoe och familjen mätare. Inga underarter finns listade i Catalogue of Life.